# Hypselospinus
Hypselospinus fittoni
Genre
Espèce
Hypselospinus est un genre éteint de dinosaures appartenant aux Iguanodontia qui a été décrit pour la première fois comme une espèce d'Iguanodon (I. fittoni)  par Richard Lydekker en 1889, le nom spécifique honorant William Henry Fitton. Le type et seule espèce est Hypselospinus fittoni.

## Description
En mai 2010, les fossiles comprenant Hypselospinus ont été reclassés par David Norman en tant que genre distinct, parmi lesquels l'holotype BMNH R1635, composé d'un ilion gauche, d'un sacrum, de vertèbres caudales et de dents. Le nom générique est dérivé du grec hypselos, « haut » et du latin spina, « épine », en référence aux hautes épines vertébrales. Plus tard cette même année, un deuxième groupe de scientifiques a indépendamment reclassé I. fittoni dans un nouveau genre qu'ils ont nommé Wadhurstia, qui est devenu un synonyme junior d'Hypselospinus,,. Hypselospinus a vécu au cours du Valanginien inférieur, il y a environ 140 Ma,. Contemporain de Barilium (également considéré comme une espèce d'iguanodonte), Hypselospinus était un iguanodonte de constitution légère d'environ 6 mètres de long. L'espèce Iguanodon fittoni a été décrite dans la formation argile de Wadhurst (en) du Crétacé inférieur d'âge Valanginien inférieur de l'East Sussex, en Angleterre. Des restes d'Espagne peuvent également s'y rapporter. Norman (2004) a écrit que trois squelettes partiels sont connus pour cela, mais c'était une erreur.

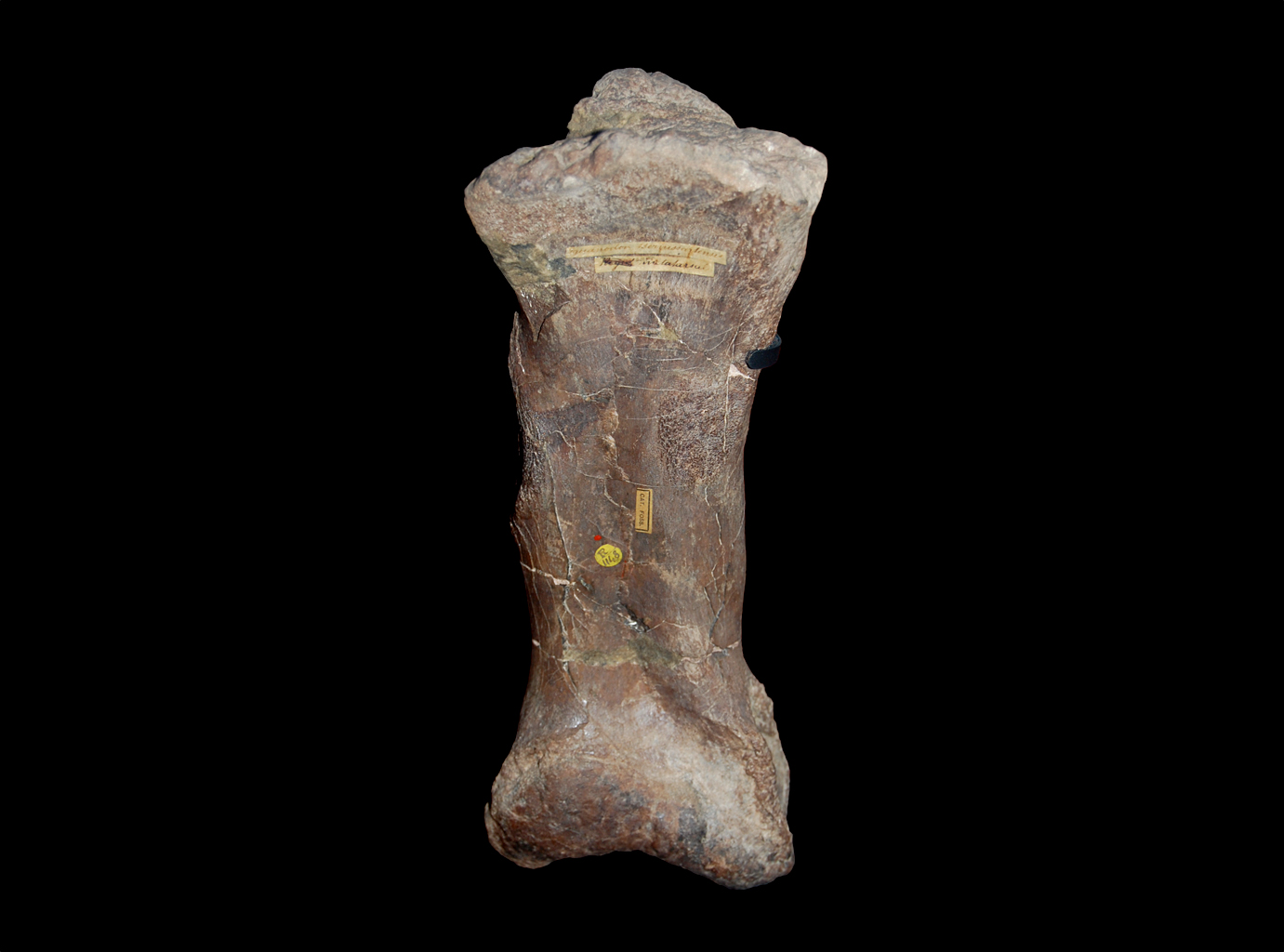
Os de Hypselospinus

## Classification
Hypselospinus est séparé de Barilium sur la base des caractères vertébraux et pelviens, de la taille et de la constitution. Par exemple, Barilium était plus robuste que Hypselospinus, avec de grandes vertèbres de type Camptosaurus avec de courtes épines neurales, tandis que Hypselospinus est connu pour ses « épines neurales longues, étroites et fortement inclinées ».